# Walter Frese
Walter Frese (* 1872; † 14. Januar 1949) war ein deutscher Architekt, der als Spezialist für Schlachthofanlagen auf dem Gebiet der Industriearchitektur hervortrat.
Frese war seit 1899 in Düren als „bauleitender Architekt“ angestellt. Nachdem er dort mit großem Erfolg einen ersten Schlachthof errichtet hatte, machte er sich mit einem Architekturbüro in Düren selbstständig. Es entstanden weitere Schlachthöfe in Eschweiler, Stolberg, Würselen und Erkelenz, sowie andere Industriebauten.
Später betrieb Frese ein Technisches Büro für die Projektierung und den Bau von Schlacht- und Viehhofanlagen in Bonn und nach dem Ersten Weltkrieg in Berlin-Charlottenburg. In den 1930er Jahren gehörte Frese einem Fachgremium an, das Städte und Gemeinden in Deutschland und Österreich bezüglich der Hygiene und Sicherheit bei der Errichtung und späteren Kontrolle von Schlachthäusern und Lebensmittelfabriken beriet. Zuletzt wurde er als Experte von internationalem Rang für die Integration von Kühltechnik in Bauwerke auch für Projekte in Istanbul, Zagreb, Sofia und im besetzten Polen herangezogen. Er war Mitglied im Bund Deutscher Architekten (BDA) und der Berliner Akademie der Künste.
Bis Mitte der 1940er Jahre entstanden über 70 qualitätvolle Baukomplexe, die stilistisch vom Historismus über den Jugendstil und den Backsteinexpressionismus bis hin zum Neuen Bauen reichen.

## Bauten
- 1901: Schlachthof in Düren[2]
- 1901–1903: Schlachthof in Eupen[3]
- 1902: Schlachthof in Moers[4]
- 1903–1905: Schlachthof in Neuss[5]

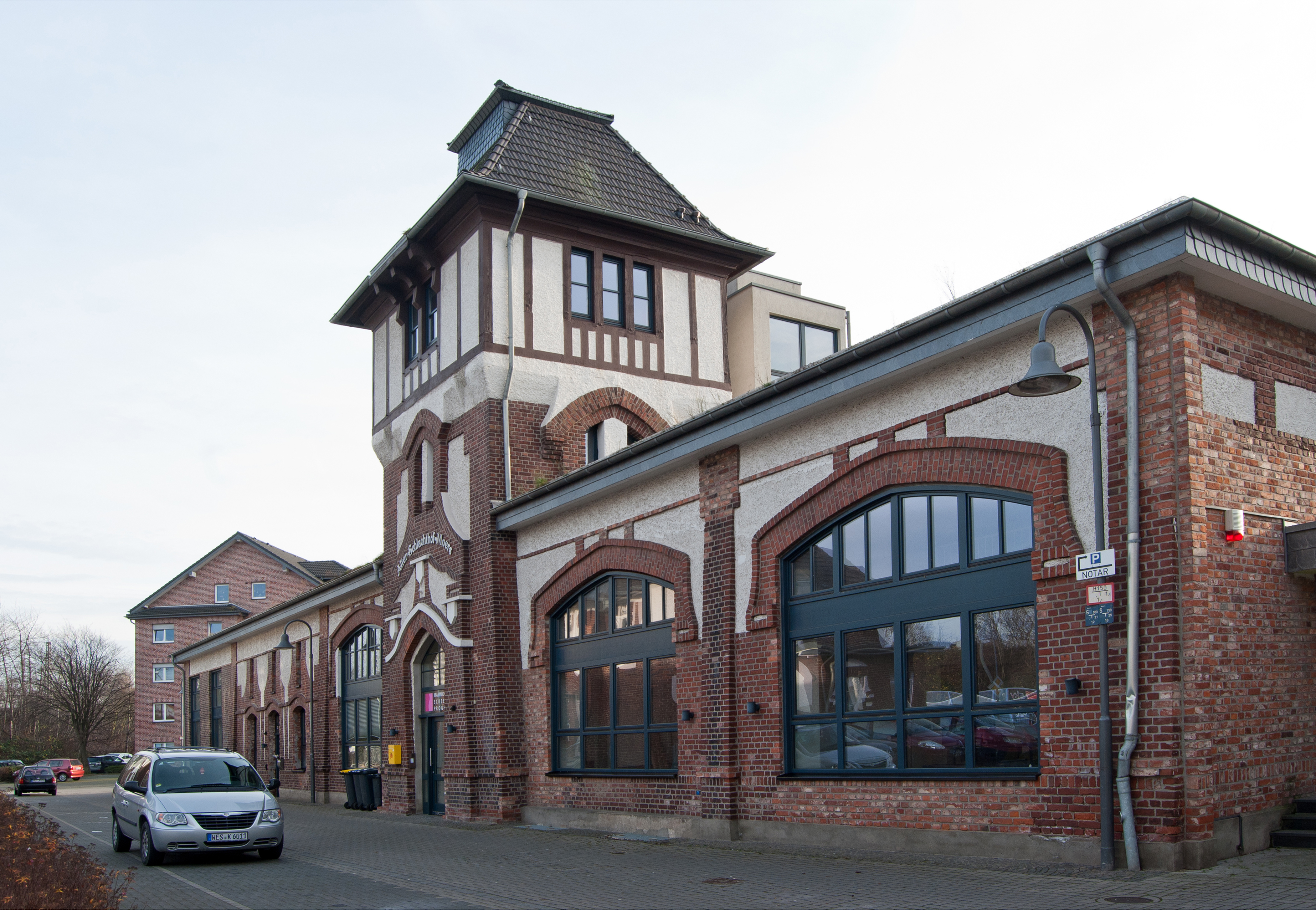
Schlachthof Moers (1902)

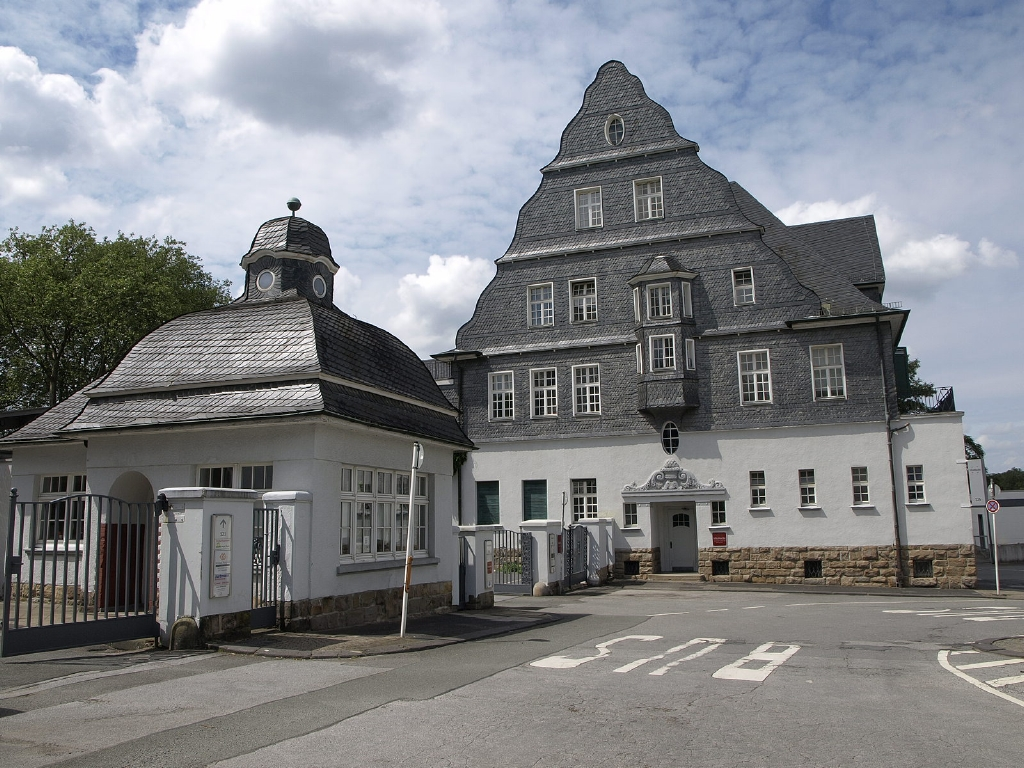
„Börse“ des Schlacht- und Viehhofs in (Wuppertal-) Elberfeld (1913–1915)

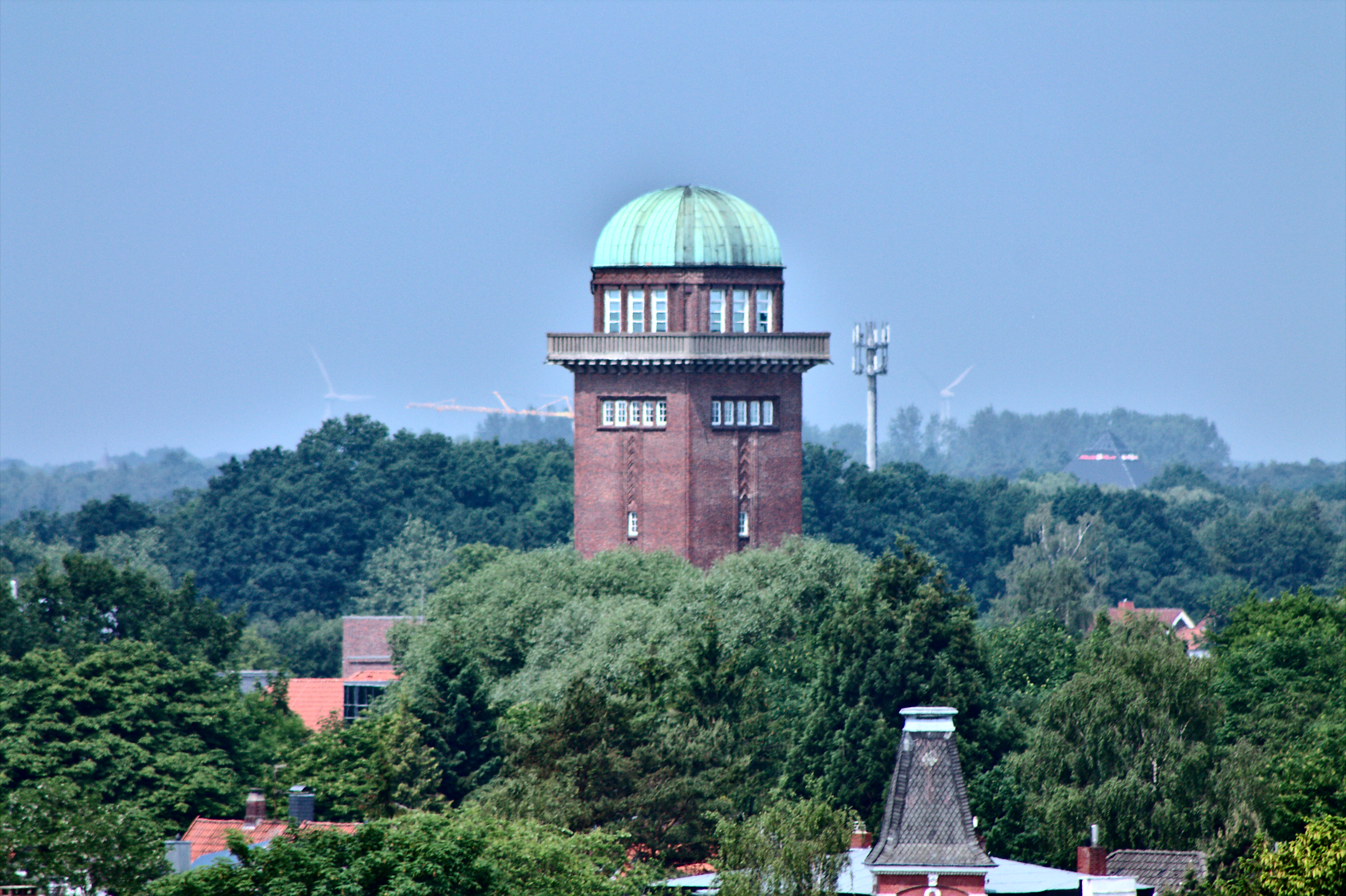
Wasserturm der Fleischwarenfabrik der Bölts AG in Oldenburg (1924)

- 1907–1908: Vieh- und Schlachthof der Stadt Gladbeck, Grabenstraße[6]
- 1908: Schlachthof in Erkelenz
- 1910–1911: Schlachthof der Stadt Hamborn, Schlachthofstraße (nicht erhalten)[7]
- 1910–1911: Stationsgebäude und Wärterhäuser an der Siebengebirgsbahn und Siegburger Bahn
- 1911: Straßenbahn-Wartehalle der Station Godesberg II
- vor 1913: Schlachthof mit Fleischkühlanlage und Eisfabrik in Bad Godesberg[8]
- 1913–1915: Schlachthof in (Wuppertal-) Elberfeld, Viehhofstraße 125[9]
- 1922: Kühlhaus für den Städtischen Schlachthof in Ansbach[10]
- 1924: Fleischwarenfabrik der Bölts AG in Oldenburg, Industriestraße (teilweise erhalten und umgenutzt)[11]
- 1927–1929: Schlachthof in Bochum, Freudenbergstraße (teilweise erhalten)[12]
- vor 1932: Schlachthof in Rostock[13]
- 1936–1939: Schlachthof in Saarbrücken-St. Johann, Straße des 13. Januar 35[14]